# 零号作戦
零号作戦（ぜろごうさくせん、One Minute to Zero、1952年）は、ロバート・ミッチャムとアン・ブライスが主演で朝鮮戦争の最中にセットされた恋愛戦争映画。ヴィクター・ヤングの楽譜は愛のテーマ『恋に落ちた時』を収録し、様々なアーティストに録音され人気のヒット曲になった。

## あらすじ
北朝鮮の韓国侵攻直前、正規軍の第二次世界大戦古参大佐スティーヴ・ジャノウスキー（ミッチャム）は、15年で二等兵から彼の現在の地位に昇格し、彼と軍曹ベイカー（チャールズ・マッグロー）は韓国兵に敵の戦車を止めるためのバズーカの使い方を教えている。ミセス・リンダ・デイ（ブライス）は国際連合職員で避難民を支援している。彼女と彼女の同僚たちは、交戦が差し迫っているためその地域を退去するようスティーヴから警告を受けていた。リンダは北朝鮮が世界の意見を激怒させる賭けをすることはないと主張し、スティーヴはそれでヒトラーが中止をしただろうかと尋ねる。 
すぐ後に、スティーヴと彼のアメリカ空軍の相棒、大佐ジョー・パーカー（ウィリアム・タルマン）は、起きて彼ら自身が攻撃を受けていると気づいた。彼らはそれを真珠湾を引き合いに出した（「俺たちが入港した場所じゃないか?」「日曜の朝っぱらにやるのか!」）。ジャノウスキーはアメリカ陸軍の一部隊を指揮する。その間に、彼はリンダと一緒に小道を通った（そして恋に落ちた）。彼女が名誉勲章を受章した職業軍人で将校の寡婦であるとわかり、また彼女は他の軍人を必要とするような気持ちになれない。
1つの絶望的状況の時、スティーヴは武装した北朝鮮ゲリラに潜入された避難民の行列に砲撃を浴びせて止める以外に選択の余地がなかった。スティーヴは民間の死傷者に対して自責の念に駆られた。しかしながら、リンダがその出来事を知った時、彼女は無辜の人々を殺害した彼を責めた。後になって、彼女は彼がしたことをしなければならなかった理由がわかり謝った。
アメリカ陸軍、韓国陸軍、国連職員と同様に、映画はイギリス陸軍とオーストラリア空軍の貢献を大きく扱っている。

## プロダクション
The Korean Story の仮題とともに、RKOは初め映画を監督テッド・テズラフに選任したが、硫黄島の砂 と太平洋航空作戦 で有名なプロデューサーのエドモンド・グレインジャーが、もっとビッグネームを求めたためテズラフをテイ・ガーネットと代えた。 最初の主演女優クローデット・コルベールは病気になりアン・ブライスに交代された。 映画は第二班映像を韓国で撮ろうと試みた。
ハワード・ヒューズは映画の制作でアメリカ陸軍とアメリカ空軍の大規模な協力を受けたが、ヒューズは軍からそうするように要求された避難民虐殺場面の削除を拒否した。
コロラド州のフォート・カーソンでロケーション撮影され、第148野戦砲兵の部隊を動員した。